# Maytenus schumanniana
Maytenus schumanniana är en benvedsväxtart som beskrevs av Ludwig Eduard Theodor Loesener. Maytenus schumanniana ingår i släktet Maytenus och familjen Celastraceae. Inga underarter finns listade.